# 大崎市立上野目小学校
大崎市立上野目小学校（おおさきしりつ かみのめしょうがっこう）は、宮城県大崎市岩出山下一栗にあった公立小学校。学校のすぐ北側に6～7世紀ごろのものと思われる片岸浦古墳群（かたぎしうらこふんぐん）がある。

## 沿革

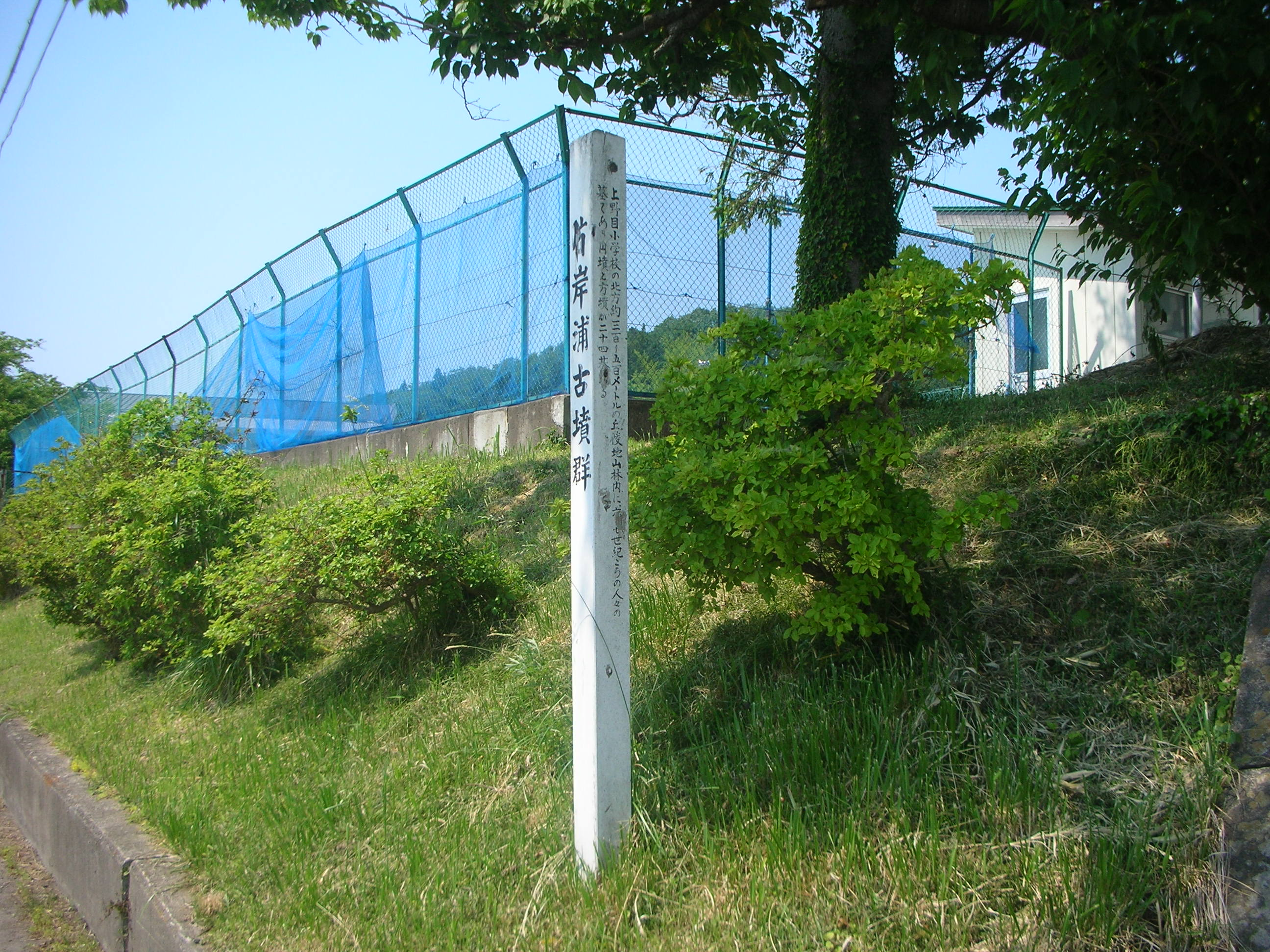
学校のすぐ近くにある
片岸浦古墳群

- 1963年（昭和38年）昭和21年から上野目小学校に勤務していた伊藤せつよが第14回文部省認定社会通信教育文部大臣表彰を受けた[2]。
- 2015年（平成27年） - 全児童数53名。
- 2018年（平成30年） - 閉校。大崎市立岩出山小学校（旧）・大崎市立西大崎小学校・大崎市立真山小学校・大崎市立池月小学校と統合し、大崎市立岩出山小学校（新）を新設。

## 学区
- 一ノ坪、宿、天王寺、大保、上野目山谷、要害（以下を除く：上野目字上川原（2番地14・2番地15・53番地～53番地68）、同字中川原、同字寺田、同字小豆田、同字堀合、同字石倉、同字桑畑（34番地・37番地））、菅生（遅ノ沢）（以上、行政区）[3]

## 卒業生の進路
公立中学校の場合
- 大崎市立岩出山中学校

## 所在地
- 989-6404 大崎市岩出山下一栗字片岸浦9

## アクセス
- JR東日本陸羽東線上野目駅から徒歩10～15分